# Квідзинський повіт
Квідзинський повіт (пол. powiat kwidzyński) — один з 16 земських повітів Поморського воєводства Польщі.
Утворений 1 січня 1999 року в результаті адміністративної реформи.

## Загальні дані
Повіт знаходиться у південно-східній частині воєводства.
Адміністративний центр — місто Квідзин.
Станом на 1.01.2008 населення становить 81 172 осіб, площа 834,87 км².
На терени повіту були депортовані 754 українці з українських етнічних територій у 1947 році (т. з. акція «Вісла»).

## Демографія
Демографічні дані повіту станом на 30.06.2005:
|       | Всього | Всього | Жінки  | Жінки | Чоловіки | Чоловіки |
| ----- | ------ | ------ | ------ | ----- | -------- | -------- |
|       | осіб   | %      | осіб   | %     | осіб     | %        |
| Повіт | 80 796 | 100    | 40 804 | 50,5  | 39 992   | 49,5     |
| Міста | 46 447 | 100    | 23 978 | 51,6  | 22 469   | 48,4     |
| Села  | 34 349 | 100    | 16 826 | 49    | 17 523   | 51       |